# Bukit Panjang Lightrail

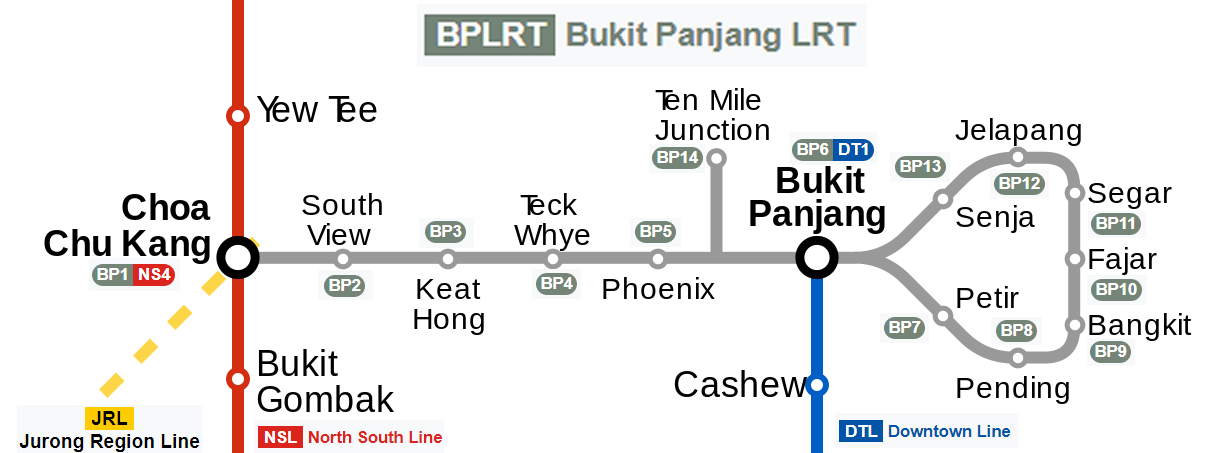
Plattegrond van de Bukit Panjang Lightrail

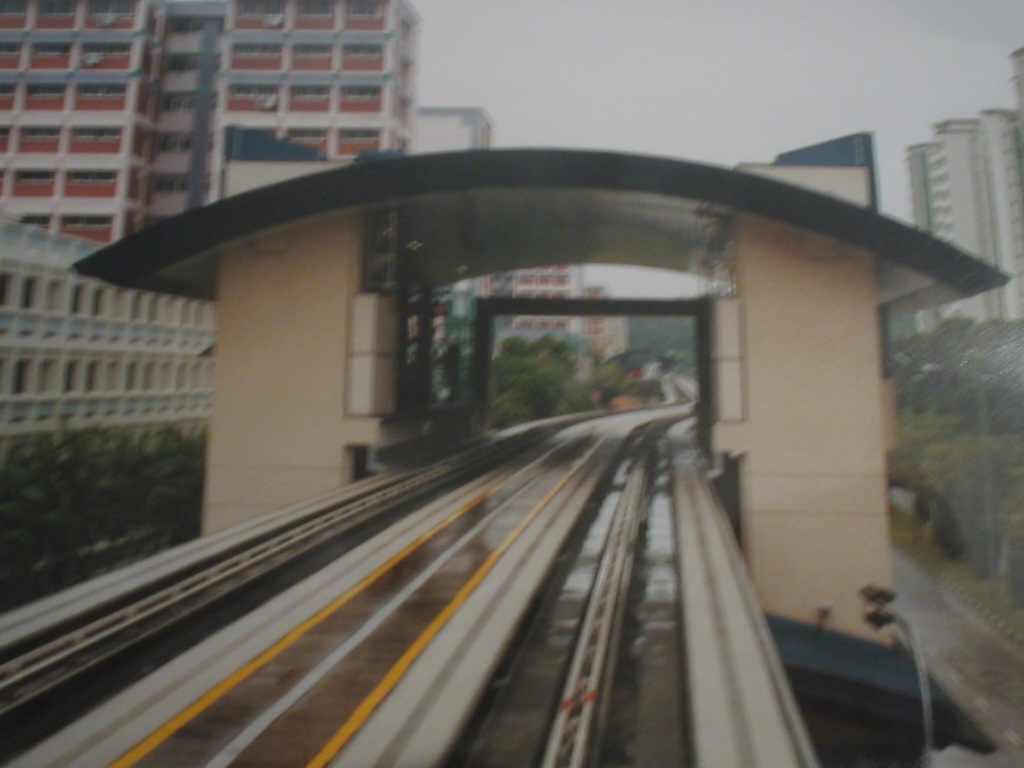
Een halte

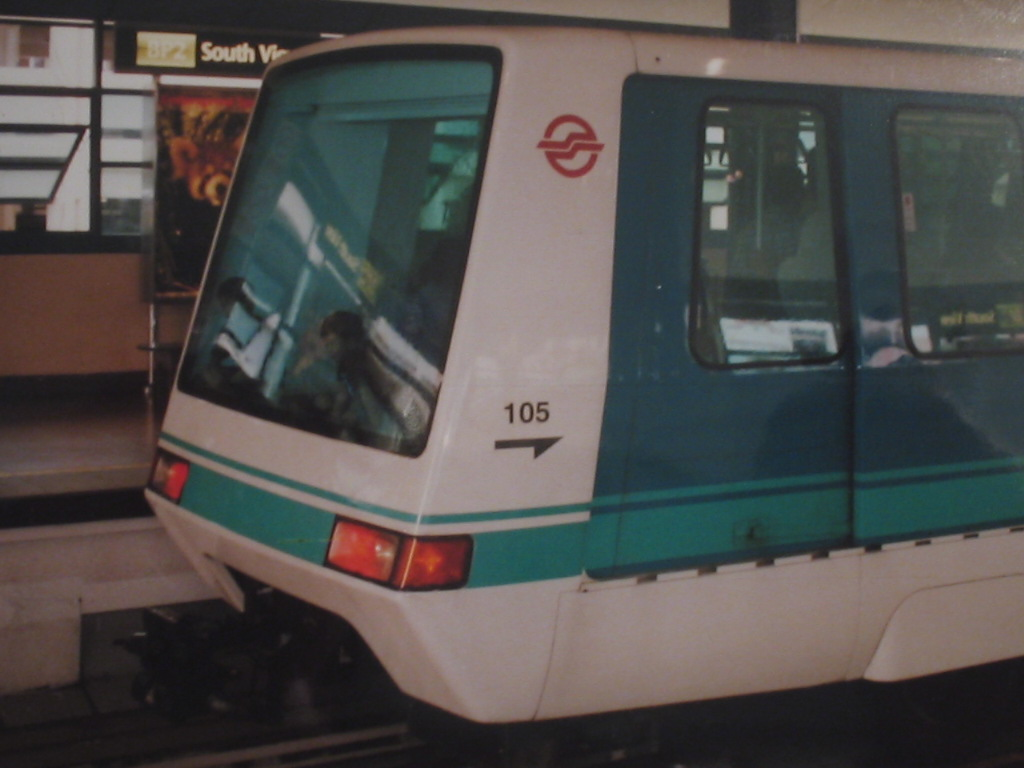
Een people mover

De Bukit Panjang Lightrail (afgekort BPLRT) is een volledig geautomatiseerde openbaarvervoerverbinding in Singapore. Dit system kan als automatische people mover gecategoriseerd worden. Het netwerk is 7,8 km lang, telt 13 stations en is geheel op viaducten aangelegd. De lijn is zo geheel gescheiden van ander verkeer en kan daarom ook als lichte variant van een metro gezien worden.
De lijn is in 1999 geopend en heeft als functie om een woonwijk met veel hoogbouw een goede verbinding te bieden naar de North South Line en de Downtown Line van de metro van Singapore. Het materieel op rubberbanden is geleverd door Bombardier Transportation. Men is begonnen met enkele wagens in te zetten, maar door toegenomen passagiersaantallen wordt sinds 2019 met gekoppelde wagens gereden.